# Danny Herman
Daniel Herman, detto Danny (Anversa, 3 febbraio 1966), è un ex cestista belga.

## Carriera
Con il Belgio ha disputato i Campionati europei del 1993.

## Palmarès
- Campionato belga: 3

Raching Mechelen: 1991-92, 1992-93, 1993-94
- Coppa del Belgio: 2

Raching Mechelen: 1993, 1994